# 김형수 (북한이탈주민)

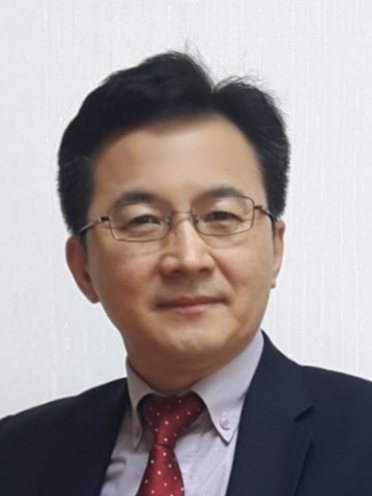
김형수 사진

김형수(金炯洙), 1964년 5월 8일 ~ )는 김일성종합대학출신의 탈북민이다. 그의 본명은 김원주(金元主)이며 별명은 주원이다.

## 생애
1964년 조선민주주의인민공화국 혜산에서 태어났다. 그의 부친 김하룡은 슬로바키아 코멘스키대 유학생으로 혜산농림대학 초창기 설립 멤버 교수이다. 그의 모친 권진숙은 청진교원대학 러시아어학과에 재학중에 성진제강소에 현지시찰나온 김일성을 접견하여 1호접견자로 김형직사범대학 영어과에 입학해 영어와 러시아어 교수로(량강도재교육강습소) 근무하였다. 모친인 권진숙은 2010년 한국에 온 아들을 찾아 떠났다가 중국에서 공안에 잡혀 북송된 후 북한 보위부 감옥에서 6개월의 옥살이 끝에 사망하였으며 현재 그의 시신은 찾을 수 없다고 한다.  
1979년 북한에서 진행된 전국고등중학교 알아맞추기 경연에 참가했고, 1980년 제1차 전국수학경연대회에 참가해 우수한 성적으로 김일성종합대학에 입학하여 생물학부(생명과학대학) 실험생물학과(생리학전공)를 졸업하였다.  
1987년 5월부터 1990년 10월까지 강원도 김화군 근동리, 창도군읍 협동농장 3대혁명소조로 파견되어 전국3대혁명소조 로봇전시회에 로봇(빨래비누성형 및 운반로봇)을 제작하여 전시하였고 기술혁신과제에서 우수하다는 평가를 받으면서 26살에 조선노동당에 입당하기도 하였다. 
김일성종합대학을 졸업하고 김일성, 김정일, 지금은 김정은의 건강장수를 연구하는 만수무강연구소인 만청산연구원에서 연구원으로 근무했다. 그 이후에 중앙당 38호실 24국(향산지도국) 수출원천처 분석실 실장으로 근무하였고 양강도 인민위원회 지방공업총국 기술준비소에서 부원(공무원)으로 근무하면서 대북방송을 접하고 탈북을 결심하게 되었다.
그는 대북라디오(자유아시아방송, KBS한민족방송, 극동방송 등)를 몰래 청취하는 과정에 김씨왕조 북한에 대한 환멸을 느끼고 2009년 2월 8일 탈북하여 그해 3월 12일에 대한민국에 입국했다.

## 학력
- 1980년 ~ 1987년 김일성종합대학 생물학부 학사
- 2011년 ~ 2014년 북한대학원대학교 북한경제학 석사
- 2017년 ~ 2019년 동국대학교 법학과 박사수료

## 경력
- 1990년 10월 ~ 1995년 4월 만청산연구원 연구사
- 1995년 조선노동당 38호실 24국 향산지도국 수출원천처 분석실 실장
- 1999년 ~ 2009년 량강도인민위원회 부원
- 2010년 ~ 2013년 (주)아팩스 사원
- 2014년 ~ 2016년 통일교육협의회 경기남부통일교육센터 전문강사
- 2013년 ~ 현재 통일부 통일교육위원
- 2015년 ~ 2023년 (사)북방연구회 상임이사
- 2016년 ~ 현재 북한인권국제NGO네크워크 Steppingstones(징검다리) 공동대표
- 2010년 ~ 현재 통일교육전문강사, 대학교 북한특강, 자유아시아방송, 극동방송,
- 2016년 ~ 현재 자유아시아방송 〈김씨일가의 숨겨진 진실〉진행
- 2021년 ~ 현재 한국유권자중앙회 탈북민위원장
- 2021년 ~ 현재 뉴스인사이트 기자로 활동
- 2022년 ~ 현재 대한민국시도지사협의회 자문위원
- 2023년 ~ 현재 (사) 북방연구회 대표

- 2022년 4월 ~ 주식회사 파나셀바이오텍 전무이사  https://www.panacellbio.com/